# 10 (álbum de Banda Calypso)
10 é o sexto álbum de estúdio, e o décimo no geral, da banda musical brasileira Banda Calypso, lançado em 13 de janeiro de 2007 através de sua editora discográfica independente Calypso Produções, sob distribuição da MD Music. As primeiras concepções do projeto tiveram início em março de 2006, em meio às gravações do registro ao vivo Banda Calypso pelo Brasil, sendo gravado, logo após o lançamento deste, entre setembro e outubro de 2006 nos estúdios Gravodisc, em São Paulo, sob a produção musical do guitarrista da banda, Ximbinha. A sonoridade do álbum incorpora elementos de uma variedade de gêneros musicais, como tecnobrega, axé music, cúmbia e lambada, além do calypso, principal ritmo da banda. 10 ainda conta com as participações especiais de Leonardo e Bell Marques.
O álbum conta com 17 faixas, das quais três tornaram-se singles e foram lançadas para promovê-lo, sendo "Louca Sedução" a primeira. "Acelerou", que foi uma das canções mais demasiadamente executadas pelas estações de rádio do Brasil em 2007, e "Nessa Balada" foram lançadas como a segunda e a terceira música de trabalho da obra. Apesar de não terem sido lançadas oficialmente como singles, "Mais uma Chance", faixa em dueto com Leonardo, e "Objeto de Desejo" fecharam o ano como uma das canções mais demasiadamente executadas pelas estações de rádio do país.
A divulgação do disco ocorreu de diversas formas, incluindo apresentações ao vivo em programas de televisão como Domingão do Faustão, Tudo É Possível, Domingo Legal, Caldeirão do Huck, Hebe, O Melhor do Brasil, Viva a Noite e Charme, além de uma turnê feita em suporte ao álbum, que percorreu todo o Brasil entre 2007 e 2008, passando ainda por diversos países, sendo eles Estados Unidos, Espanha, Suíça, Portugal e Angola. Comercialmente, 10 mostrou-se um enorme sucesso, sendo condecorado com disco de diamante pelas 500 mil cópias vendidas, além de figurar entre os mais vendidos nas paradas de sucessos das publicações Época, Billboard e Folha de S.Paulo, figurando também entre os álbuns internacionais mais vendidos por internet no Japão. Estima-se que as vendas do álbum tenham excedido a marca de um milhão de cópias.

## Desenvolvimento e composição
| |  |  |
| 10 conta com as participações especiais dos cantores Leonardo (esquerda) e Bell Marques (direita). |  |  |

Em março de 2006, em meio às gravações do álbum Banda Calypso pelo Brasil, a vocalista Joelma e o guitarrista Ximbinha começaram a selecionar material para o décimo álbum da Banda Calypso. As gravações de 10 ocorreram entre setembro e outubro de 2006 nos estúdios Gravodisc, em São Paulo, sob a produção musical de Ximbinha. A sonoridade de álbum apresenta interpolações de uma variedade de gêneros musicais. O calypso, principal gênero musical da banda, se faz presente nas sete primeiras faixas do disco, sendo elas "Acelerou", uma composição de Edu Luppa e Beto Caju; "Apareça Meu Amor", composta por Chrystian Lima e Elivandro Cuca; "Mais uma Chance", canção em dueto com o cantor Leonardo,escrita por Edílson Moreno e Glayse Dominguez; "Gamei", de Edu Luppa e Beto Caju; "Estou Afim", de Chrystian Lima, Ivo Lima e Wallace Lima; "Se Não Quer Tem Quem Quer", de Elias Muniz; e "Não, Não Vá", de Edu Luppa e Ery Mello.
"Nessa Balada", composta por Edu Luppa, Beto Caju e Edílson Moreno, possui uma levada mais próxima do tecnobrega, e apresenta um breve toque de flamenco. A faixa seguinte, "Chiclete com Calypso", escrita por Marquinhos Maraial e Beto Caju, é um dueto com o cantor Bell Marques, então vocalista da banda Chiclete com Banana, e possui sonoridade influenciada pelo axé  music. "Louca Sedução", de Elias Muniz, apresenta um som mais voltado para a cúmbia, assim como "Amor Bandoleiro", de Edu Luppa e Tivas, que também apresenta toques de lambada, e "Deixa Acontecer", de Ronery. A décima terceira faixa, "Objeto de Desejo", composta por Edu Luppa e Beto Caju, dá início às baladas do álbum, seguida por "Parecemos Tão Iguais", uma composição de Marquinhos Maraial; "Pra Não Morrer de Amor", composta por Beto Caju, Edu Luppa e Tivas; "Eclipse Total", escrita por Paulo Ricardo, Michael Sullivan e Miguel Plopschi; e "Autoestima", de Elias Muniz, a última faixa do disco.

## Singlese canções notáveis
"Louca Sedução" foi liberada como o primeiro single de 10 em 30 de novembro de 2006. Em janeiro de 2007, "Acelerou", que fechou como uma das canções mais demasiadamente executadas pelas estações de rádio do Brasil, e "Nessa Balada" começaram a ser trabalhadas. Apesar de não terem sido lançadas oficialmente como singles, "Mais uma Chance" e "Objeto de Desejo" tornaram-se uma das canções mais demasiadamente executadas pelas estações de rádio do país em 2007.

## Lançamento e promoção
10 foi lançado em 13 de janeiro de 2007. Para promovê-lo, a Banda Calypso embarcou em uma turnê feita em suporte à obra, que teve início em 1º de abril de 2007 em Guanambi, na Bahia, e se estendeu até 20 de fevereiro de 2008 em Poço Verde, em Sergipe, passando ainda por diversos países, sendo eles Estados Unidos, Espanha, Suíça, Portugal e Angola. Além da turnê, também se apresentaram em vários programas de televisão. A banda esteve presente no Domingão do Faustão em quatro ocasiões: a primeira ocorreu em 7 de janeiro de 2007, antes do lançamento do álbum, onde Joelma e Ximbinha realizaram a primeira performance televisionada de "Louca Sedução", além de interpretarem os sucessos "Tchau pra Você", "A Lua Me Traiu" e "Isso É Calypso"; a segunda ocorreu em 4 de fevereiro de 2007, onde se deu o lançamento do disco e tocaram "Louca Sedução", "Acelerou", "Nessa Balada", "Mais uma Chance", "Chiclete com Calypso" e "Objeto de Desejo", além de seus sucessos anteriores, "Pra Te Esquecer", "Tchau pra Você", "Pra Me Conquistar", "A Lua Me Traiu" e "Isso É Calypso"; a terceira ocorreu em 6 de maio de 2007, onde Joelma e Ximbinha performaram "Acelerou" e "Nessa Balada", além dos sucessos anteriores "Dançando Calypso", "Tchau pra Você", "Pra Me Conquistar", "Isso É Calypso" e "A Lua Me Traiu"; a quarta ocorreu em 29 de julho de 2007, onde interpretaram "Acelerou", "Nessa Balada", "Louca Sedução", "Gamei" e "Eclipse Total", além de "Anjo Bandido", "Pra Me Conquistar" e "Isso É Calypso". A banda também esteve presente no Tudo É Possível, apresentado por Eliana, em duas ocasiões: a primeira ocorreu em 11 de março de 2007, onde tocaram "Louca Sedução", "Acelerou" e "Nessa Balada", além de seus sucessos anteriores, "Isso É Calypso", "Pra Me Conquistar" e "Tchau pra Você"; a segunda ocorreu em 24 de junho de 2007, onde Joelma e Ximbinha interpretaram "Louca Sedução", "Nessa Balada" e "Acelerou", além do sucesso "Isso É Calypso".
Em 17 de março de 2007, Joelma e Ximbinha fizeram uma participação especial no humorístico Show do Tom e interpretaram "Louca Sedução" e "Acelerou". Em 25 de março de 2007, a banda compareceu ao Domingo Legal, apresentado por Gugu Liberato, onde tocaram "Louca Sedução" e "Acelerou", além dos sucessos "A Lua Me Traiu" e "Pra Me Conquistar". Joelma e Ximbinha também estiveram presentes no Caldeirão do Huck em duas ocasiões: a primeira ocorreu em 7 de abril de 2007, onde apresentaram "Acelerou" e "Nessa Balada"; a segunda ocorreu em 1º de setembro de 2007, onde interpretaram "Louca Sedução", além dos sucessos "Isso É Calypso" e "Pra Te Esquecer". A apresentadora Hebe Camargo recebeu Joelma e Ximbinha em seu programa em duas ocasiões: a primeira ocorreu em 30 de abril de 2007, onde interpretaram "Acelerou", além do sucesso "Pra Me Conquistar"; a segunda ocorreu em 1º de outubro de 2007, onde perfomaram "Acelerou". Em 19 de maio de 2007, estiveram n'O Melhor do Brasil, sob a apresentação de Maria Cândida, onde interpretaram "Acelerou" e "Louca Sedução", além dos sucessos "A Lua Me Traiu", "Isso É Calypso" e "Pra Me Conquistar". Em setembro de 2007, compareceram ao Charme, apresentado por Adriane Galisteu, onde interpretaram "Nessa Balada", além do sucesso "Pra Me Conquistar". Em 22 de setembro de 2007, estiveram no Viva a Noite, apresentado por Gilmelândia, onde perfomaram "Acelerou" e "Louca Sedução", além do sucesso "Tchau pra Você".

## Desempenho comercial
10 saiu com tiragem inicial de 500 mil cópias, que esgotou em menos de duas semanas, conferindo à Banda Calypso o disco de diamante, que foi recebido durante a sua apresentação no Domingão do Faustão em 4 de fevereiro de 2007. Em dois meses após o seu lançamento, o álbum já havia vendido mais de 1,170 milhão de cópias. Em 4 de abril de 2007, 10 era o quinto álbum mais comercializado no Brasil, segundo medição publicada pela revista Época. Em 12 de maio de 2007, a revista estadunidense Billboard publicou a informação de que o trabalho havia alcançado o segundo lugar em vendas no território brasileiro. O disco também ficou em terceiro lugar, por duas semanas consecutivas, entre os mais vendidos no país no ranking do jornal Folha de S.Paulo. Em dezembro de 2008, a obra figurou entre os 10 álbuns internacionais mais vendidos por internet no Japão.

## Lista de faixas
Lista de faixas e créditos adaptados do encarte do álbum.
| N.º            | Título                                                      | Compositor(es)                                 | Duração |  |
| 1.             | "Acelerou"                                                  | Edu Luppa Beto Caju                            | 3:16    |  |
| 2.             | "Apareça Meu Amor"                                          | Chrystian Lima Elivandro Cuca                  | 3:09    |  |
| 3.             | "Mais uma Chance" (com a participação de Leonardo)          | Edílson Moreno Glayse Dominguez                | 3:45    |  |
| 4.             | "Gamei"                                                     | Edu Luppa Beto Caju                            | 3:32    |  |
| 5.             | "Estou Afim"                                                | Chrystian Lima Ivo Lima Wallace Lima           | 3:33    |  |
| 6.             | "Se Não Quer Tem Quem Quer"                                 | Elias Muniz                                    | 3:22    |  |
| 7.             | "Não, Não Vá"                                               | Edu Luppa Ery Mello                            | 3:16    |  |
| 8.             | "Nessa Balada"                                              | Edu Luppa Beto Caju Edílson Moreno             | 3:09    |  |
| 9.             | "Chiclete com Calypso" (com a participação de Bell Marques) | Marquinhos Maraial Beto Caju                   | 3:04    |  |
| 10.            | "Louca Sedução"                                             | Elias Muniz                                    | 3:14    |  |
| 11.            | "Amor Bandoleiro"                                           | Edu Luppa Tivas                                | 2:56    |  |
| 12.            | "Deixa Acontecer"                                           | Ronery                                         | 2:55    |  |
| 13.            | "Objeto de Desejo"                                          | Edu Luppa                                      | 3:40    |  |
| 14.            | "Parecemos Tão Iguais"                                      | Marquinhos Maraial                             | 3:29    |  |
| 15.            | "Pra Não Morrer de Amor"                                    | Beto Caju Edu Luppa Tivas                      | 4:01    |  |
| 16.            | "Eclipse Total"                                             | Paulo Ricardo Michael Sullivan Miguel Plopschi | 3:43    |  |
| 17.            | "Autoestima"                                                | Elias Muniz                                    | 4:18    |  |
| Duração total: | Duração total:                                              | Duração total:                                 | 58:10   |  |

## Créditos e pessoal
Créditos adaptados do encarte do álbum.
- Joelma – vocais principais, produção executiva, repertório
- Ximbinha – guitarras, direção artística, produção executiva, repertório, arranjos, regência, produção musical
- Dedê – teclados (faixas 1–6, 9–11, 13–17)
- Tovinho – teclados (faixas 7–8, 12)
- Paulinho Coêlho – violão (faixas 12–16)
- Teobaldo Junior – bateria
- Hélio Silva – baixo
- Laércio da Costa – percussão
- Marquinhos Maraial – saxofone (faixas 1, 4–5, 7–8, 10–11, 13 e 17)
- Cacá Malaquias – saxofone (faixas 7–8)
- Nahor Gomes – trompete (faixas 1, 4–5, 7–8, 10–11, 13 e 17)
- Sidney Borgani – trombone (faixas 1, 4–5, 7–8, 10–11, 13 e 17)
- Ringo – vocais de apoio (faixas 1–13, 15–16)
- Angela – vocais de apoio (faixas 1–13, 15–16)
- Maria Diniz – vocais de apoio (faixas 1–13, 15–16)
- Elcio Alvarez Filho – gravação, mixagem
- Aquilino Simões Filho – gravação
- Dalton Luiz Vicente – gravação
- André Malaquias – gravação
- Daniel Augusto – assistência de mixagem
- Guido Baldacin Filho – edição de Pro Tools
- David Malaquias – assistência de estúdio
- Glauco Almeida – assistência de estúdio
- Cristiane Feris – coordenação de estúdio
- Ana Mello – coordenação de estúdio
- Paulo Ferreira – masterização
- Haroldo de Campos – produção visual
- Fábio Nunes – fotografias
- Denise Paixão – projeto gráfico
- Múcio Araújo – controller

## Desempenho nas paradas musicais

### Paradas semanais
| Parada musical (2007)     | Melhor posição |
| ------------------------- | -------------- |
| Brasil (Época)            | 5              |
| Brasil (Billboard)        | 2              |
| Brasil (Folha de S.Paulo) | 3              |

## Certificações e vendas
| País   | Certificação | Vendas     |
| ------ | ------------ | ---------- |
| Brasil | Diamante     | 1 170 000+ |